# 普斯特塔萊訥河
47°34′34″N 11°14′08″E / 47.57601°N 11.23563°E

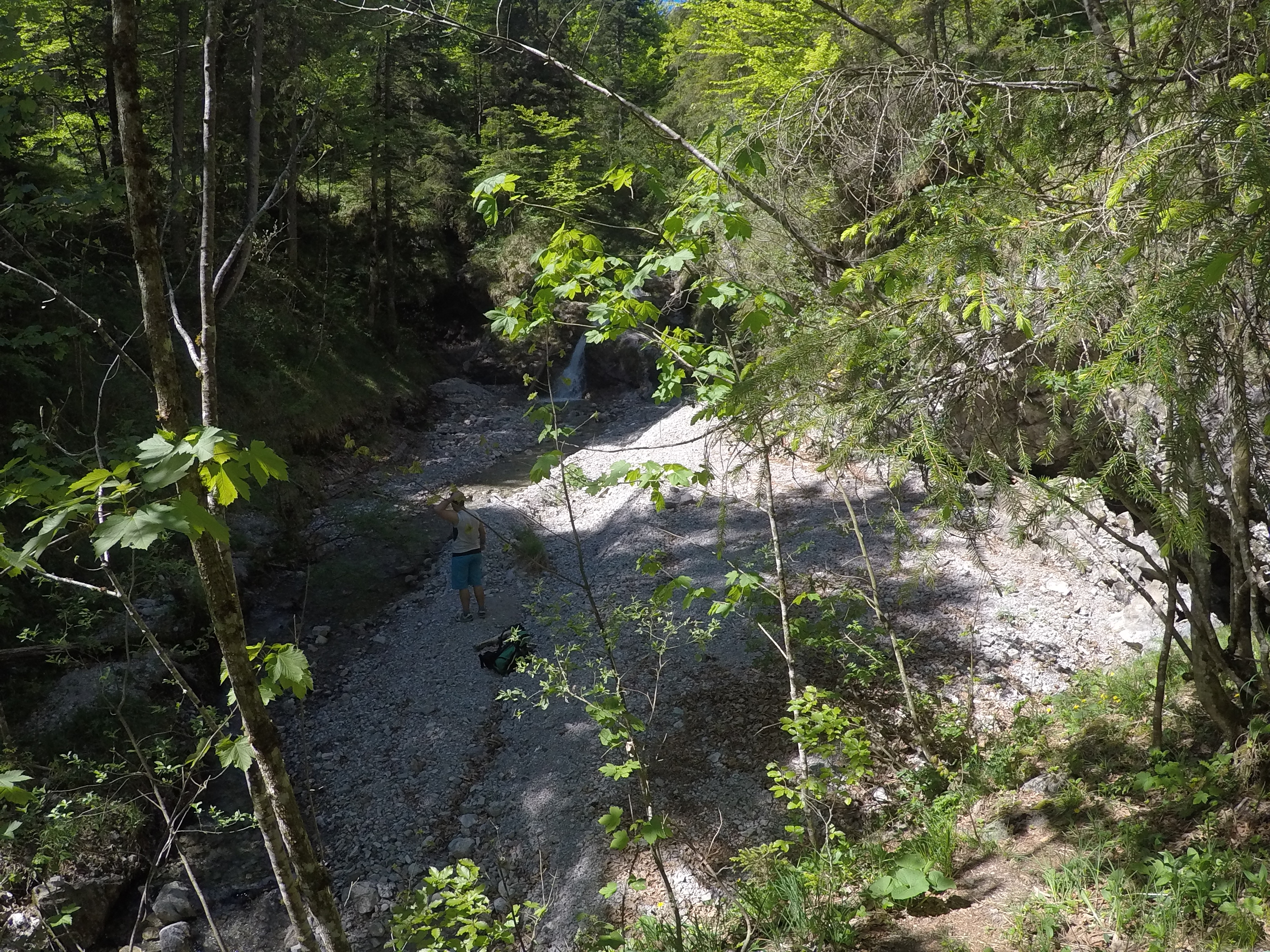

普斯特塔萊訥河是德國的河流，位於該國東南部，由巴伐利亞負責管轄，屬於凱瑟萊訥河的左支流，河道全長1.9公里，流經北石灰岩山脈。